# Harold Marcuse
Harold Marcuse (* 1957 in Waterbury, Connecticut, USA) ist seit 1992 Professor für Geschichte an der UC Santa Barbara in Kalifornien mit Forschungsschwerpunkt Deutsche Geschichte.

## Leben
Zunächst studierte Marcuse Physik an der Wesleyan University in Middletown, Connecticut. Dieses Studium schloss er 1979 mit dem Grad B.A. ab. Danach studierte er Geschichte in Freiburg.  Nach seiner Zwischenprüfung wechselte er 1982 nach München und 1983 nach Hamburg. 1986 machte er an der Universität Hamburg seinen Magister-Abschluss. Anschließend begann er ein Promotionsstudium an der University of Michigan. Im Jahr darauf heiratete er Anette Kubitza, mit der er einen Sohn und eine Tochter hat. Gleich nach seiner Promotion in Geschichte 1992 erhielt er eine Professur an der UC Santa Barbara.
Sein Vater war Peter Marcuse, sein Großvater war der Philosoph Herbert Marcuse. Er ist Mitglied im Vorstand der International Herbert Marcuse Society.

## Publikationen (Auswahl)
- Steine des Anstosses: Nationalsozialismus und Zweiter Weltkrieg in Denkmalen 1945–1985. Museum für Hamburgische Geschichte, Hamburg 1985. online
- Legacies of Dachau. Cambridge Univ. Press, 2001, ISBN 0-521-55204-4; 23 Rezensionen online
- Holocaust Memorials: The Emergence of a Genre, in: The American Historical Review, 115:1 (Feb. 2010), S. 53–89, mit 34 Illustrationen JSTOR:23302761
- The Afterlife of the Camps. In: Jane Caplan, Nikolaus Wachsmann (Hgg.): Concentration Camps in Nazi Germany: The New Histories. Routledge, New York 2010, S. 186–211.
- The Origin and Reception of Martin Niemöller’s Quotation „First They Came for the Communists...“. In: Michael Berenbaum et al (hg.): Remembering for the Future: Armenia, Auschwitz, and Beyond. Paragon House, 2016, S. 173–199.
- Weitere Publikationen Marcuses auf history.ucsb.edu